# Scott Brown (DJ)
Scott Brown (bürgerlich Scott Alexander Brown; * 28. Dezember 1972 in Glasgow, Schottland) ist ein schottischer DJ und Musikproduzent.

## Karriere
Scott Brown produziert und mischt Hardcore Techno, Happy Hardcore, Freeform und ist unter anderem der Gründer des Plattenlabels „Evolution Records“. Er spielt eine große Rolle in der schottischen Hardcore-Techno-Szene und hat vielen anderen Künstlern geholfen, bekannt zu werden. Scott Brown benutzt viele weitere Namen z. B. Annihilator, DJ Equazion, Dream Collective, Firestarter, Futuretribe, Genaside, Genetik, Hardcore Authority, Hardware, Lord Of Hardcore, Mook, Mr. Brown, Plus System, SP 12, Trance Fiction und X-Tech. Zusammen mit seiner früheren Gruppe Q-Tex landete er Hits in der Szene.

## Diskografie (Auswahl)

### Alben
- 1996: The Theory Of Evolution
- 1998: Future Progression
- 2006: Hardwired Vol. 3
- 2007: His Old To His New
- 2009: Hardcore Classics

### Singles
- 1994: A View To The Future
- 1994: Koppensneller (Feat. Darrien Kelly)
- 1994: Acid Anthem (Vs. DJ Dell)
- 1994: The Detonator
- 1995: The New York Connection (Feat. Omar Santana)
- 1995: Do What You Like (The Rezerection Anthem)
- 1995: Feel The Music (Feat. Paul Elstak)
- 1995: Now Is The Time (Vs. DJ Rab S)
- 1996: Back With The Hardcore
- 1996: Burnin' Up
- 1996: The Shredder
- 1997: Fast Beat
- 1997: Hardcore Power
- 1997: Feel So Good
- 1998: Break It Down
- 1998: Check It Out
- 1998: Drop That Beat
- 1999: Yeah Oh Yeah
- 1999: I Don't Need Nobody
- 2000: Return To Elysium
- 2001: Now Is The Time 2001
- 2002: Elysium Plus
- 2002: This Is Hardcore
- 2003: Rock You Softly
- 2004: I Became Hardcore (Vs. Hyperbass)
- 2004: Fly With You
- 2004: Boomstick
- 2005: The Old To The New
- 2006: Make You Freak
- 2006: Goodbye My Friend
- 2006: Elysium (I Go Crazy) (Ultrabeat Vs Scott Brown, UK: Silber)[1]
- 2007: Hardcore Hustler
- 2007: Roll The Track
- 2008: Terminate
- 2008: Sexmachine
- 2009: Bring That Shit Back
- 2010: Time To Runaway (feat. Weaver)
- 2016: Elysium (feat. Special D.)